# Albár
Albár (szlovákul Dolný Bar) község Szlovákiában, a Nagyszombati kerület Dunaszerdahelyi járásában. Alsó- és Kisbár egyesüléséből keletkezett.

## Fekvése
Dunaszerdahelytől 5 km-re délkeletre.

## Élővilága

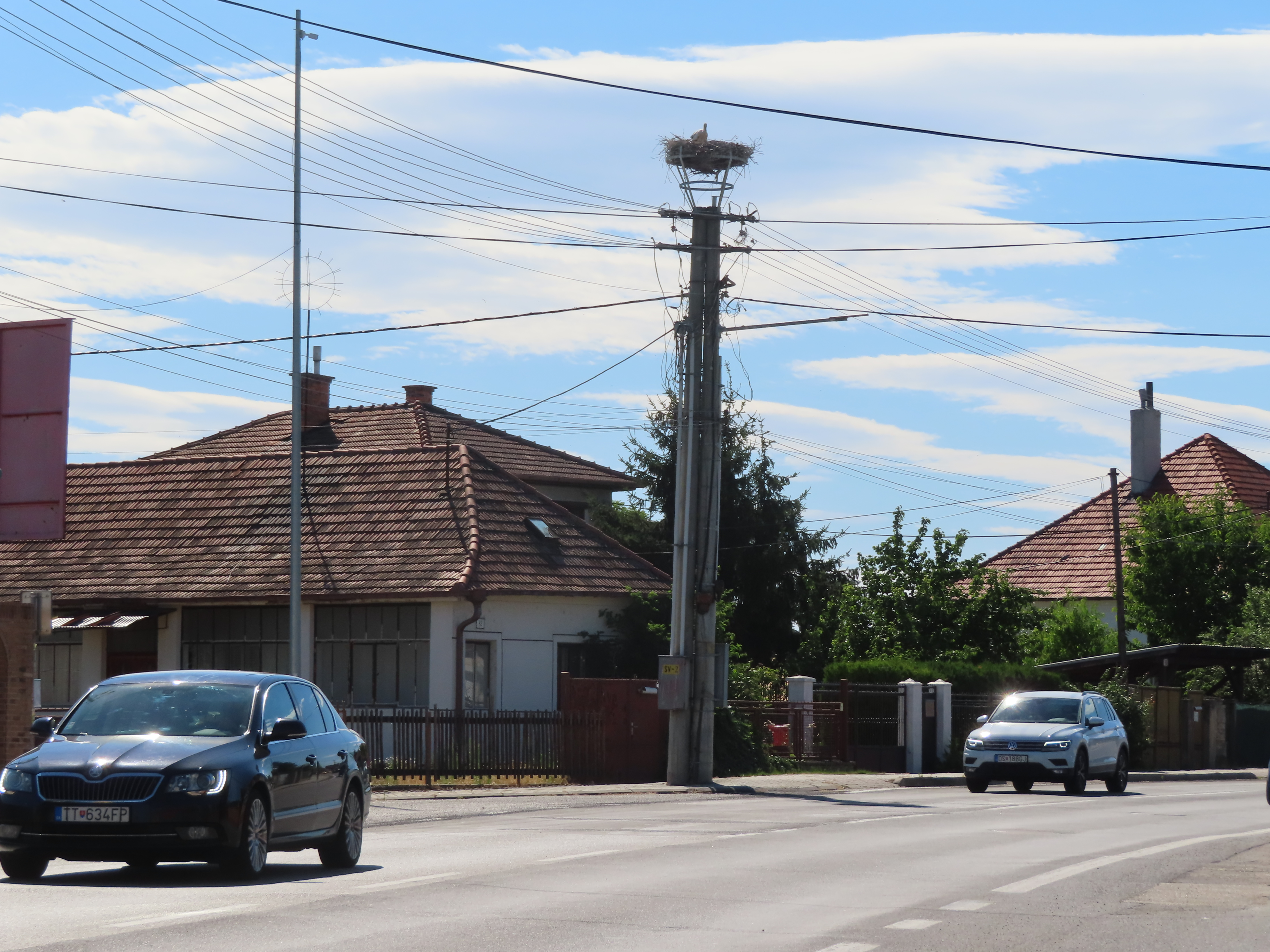
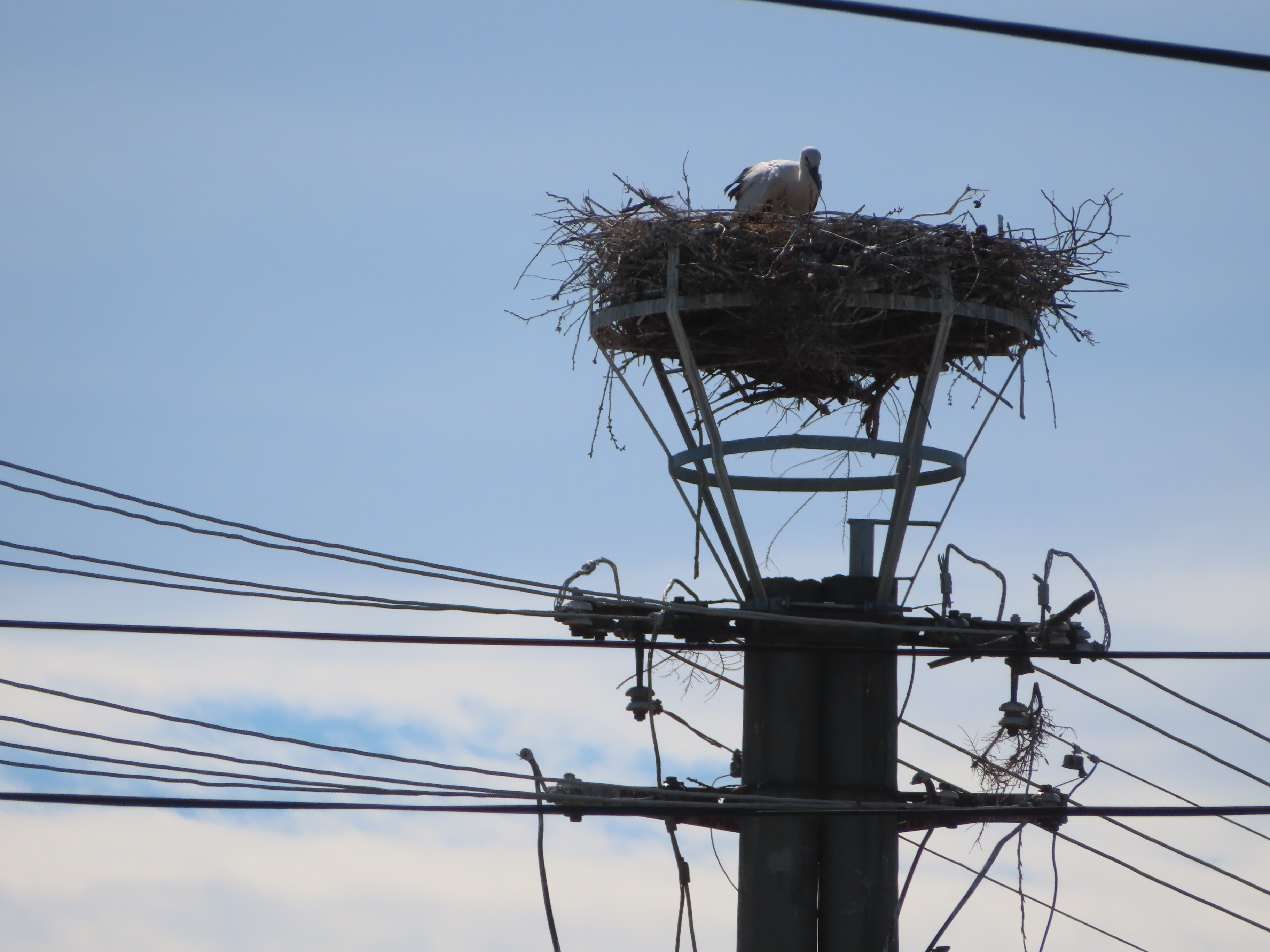
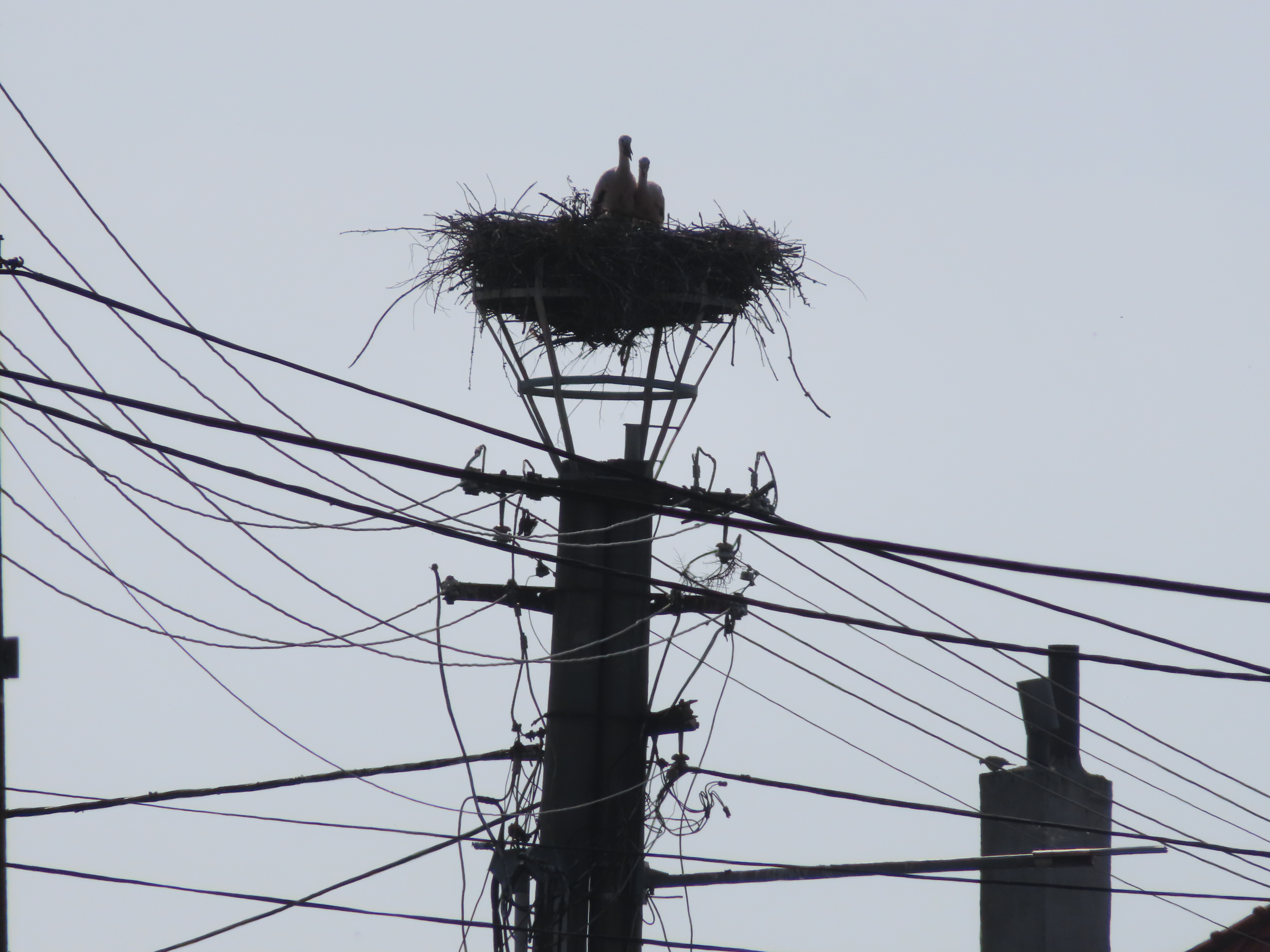

2022-ben Albáron 1, 2023-ban 2 gólyafiókát számoltak össze.

## Története
Első írásos említése 1244-ből származik. 1269-ben Bodó a királyi udvarnokok ispánja kérte és kapta adományul IV. Bélától. 1295-ben Bodó fia Mihály tulajdona. 1359-ben Lőrinc fia Bodó igazolta a nádori közgyűlésen, hogy Latusbaria az ő jogos tulajdona. 1395-ben Királyfalvai Pál fia Lászlót iktatják be Kétszarva, Bár és Magyar birtokába. 1396-ban Zsigmond király ezt megerősíti. 1406-ban pereskednek a Bári családbeliek Bodóbár, Bodófalva és Óbárfölde felett. 1420-ban Jubar János pozsonyi prépost rendezi a bári nemesek temetkezés körül kialakult viszályát, melyben elrendeli hogy ezentúl a templomba csak a patrónusok temetkezhetnek és ezért 40 dénár helyett 40 márkát fizessenek. Ezt abban az évben Esztergomban is jóváhagyják. 1454-ben a Szent István első vértanú tiszteletére épült bári templom miatt a bodóbári és nagybári nemesek közt nagy vita folyt, amelyet a békebírákból, úgymint a magyari és szentmihályi plébánosokból, a karcsai, szentmihályi, gellei, dercsikai és budafalvai nemesekből alakult vegyes bizottság rendezett el a következőképpen: mind bodóbári mind nagybári egyházatya lesz, a plébánost a két fél közösen választja. 1487-ben Mátyás király a beleegyezését adja ahhoz, hogy Nagylucsei Orbán egri érsek és rokonsága Bodóbárt és Bodófalvát a korábbi években megvette.
Vályi András szerint "ALBÁR. Elegyes lakosú falu Poson Vármegyében, birtokosai Gróf Illésházy, Gróf Amade, és mások, lakosai katolikusok, fekszik Felbár mellett úgy, hogy tsak egy út választya el tőle. Szélesen terjedett mezeje van, melly a’ gazdáskodásra minden természet ajándékjaival bővelkedik. Istvánfi Miklósnak lakó helye vala, és itt írta amaz esméretes Magyar Ország’ Historiáját; Fiának halálára írtt Deák Versei, most is látszatnak a’ templomban, jeles vagyonnyaihoz, ’s tulajdonságaihoz képest első Osztálybéli."

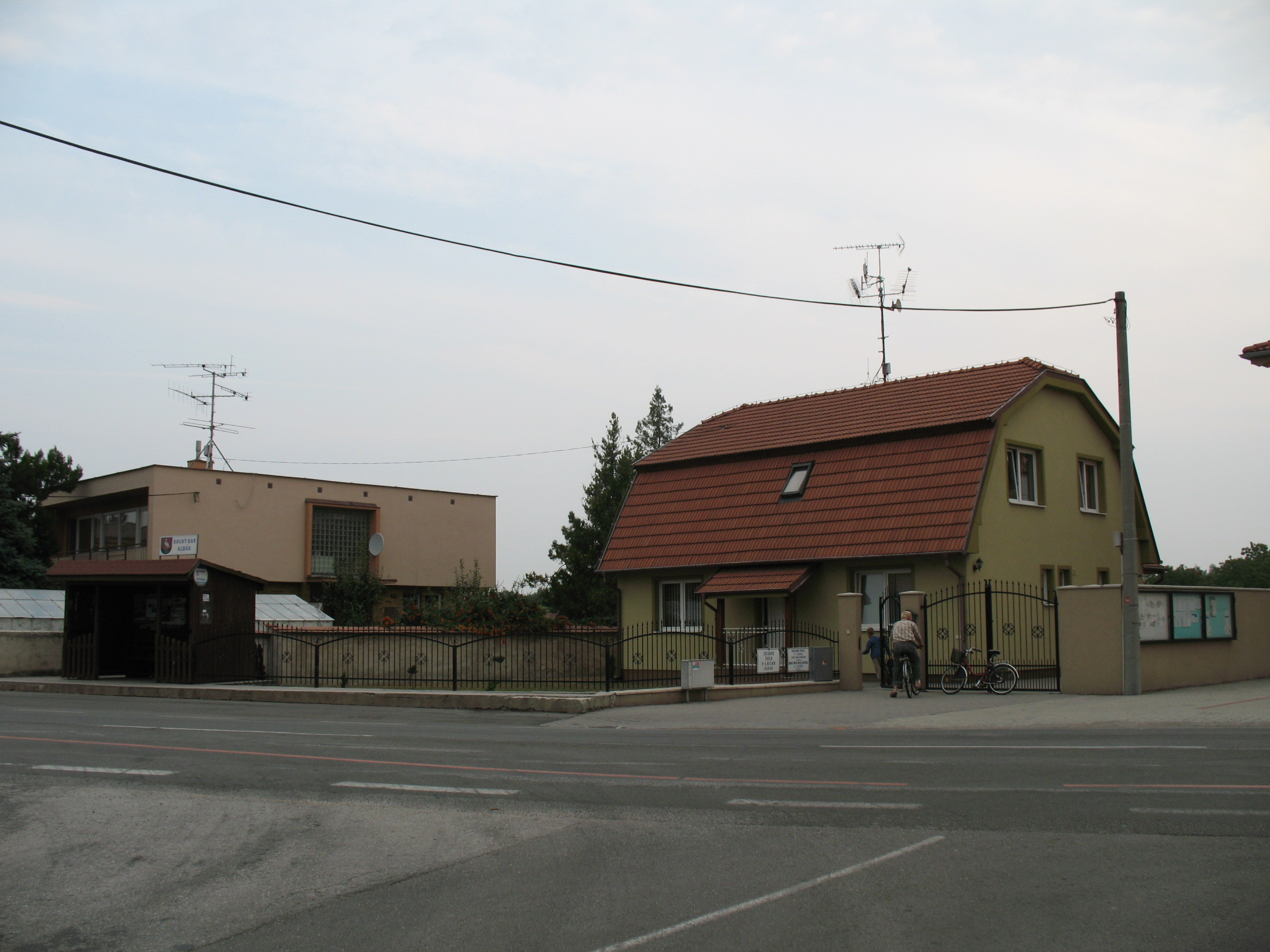
Albári iskola

Pozsony vármegye monográfiája szerint "Albár kisközségnek, a komárom-dunaszerdahelyi vasút mentén, 93 háza és 514, nagyobbára róm. kath. vallású magyar lakosa van. E község legrégibb birtokosául János deák szerepel, a ki itt 1300-ban a pozsonyi káptalannak egy kúriát ajándékozott. 1334-ben Nicolaus de Baár királyi ember nevében fordul elő, a mikor már három Bár községet különböztetnek meg az egykorú okiratok, u. m. Al-, Fel- és Kisbárt. 1737-ben özv. Maholányi Tamásné a birtokosa, ki Unger Sámuelnek engedi át. A község különben a vajkai érseki székhez tartozott, melyről más helyen bővebben írunk. A mult század első felében a Pőthe családon kívül a Bertalanffy család is birtokos volt itt és ezeknek külön-külön kúriájuk volt, a melyek ma is megvannak. A róm. kath. templom 1802-ben épült. A község körjegyzőségi székhely. Van postája és távíróhivatala."
A trianoni békeszerződésig Pozsony vármegye Dunaszerdahelyi járásához tartozott.

## Népessége
| Év:            | 1994. | 2004.    | 2014.   | 2024.    |
| -------------- | ----- | -------- | ------- | -------- |
| Emberek száma: | 474   | 560      | 610     | 1023     |
| Eltérés:       |       | +18,14 % | +8,92 % | +67,70 % |

| Év:            | 2023. | 2024.   |
| -------------- | ----- | ------- |
| Emberek száma: | 989   | 1023    |
| Eltérés:       |       | +3,43 % |

1910-ben 475 magyar lakosa volt.
2011-ben 597 lakosából 468 magyar és 119 szlovák volt.
2021-ben 819 lakosából 587 (+42) magyar, 210 (+17) szlovák, (+1) ruszin, 12 egyéb és 10 ismeretlen nemzetiségű volt.

## Neves személyek
- Albáron született 1945. március 9-én Bereck József író, műfordító, szerkesztő.[7]
- Itt hunyt el 1979-ben Farkas Jenő római katolikus pap, költő, műfordító.

## Nevezetességei

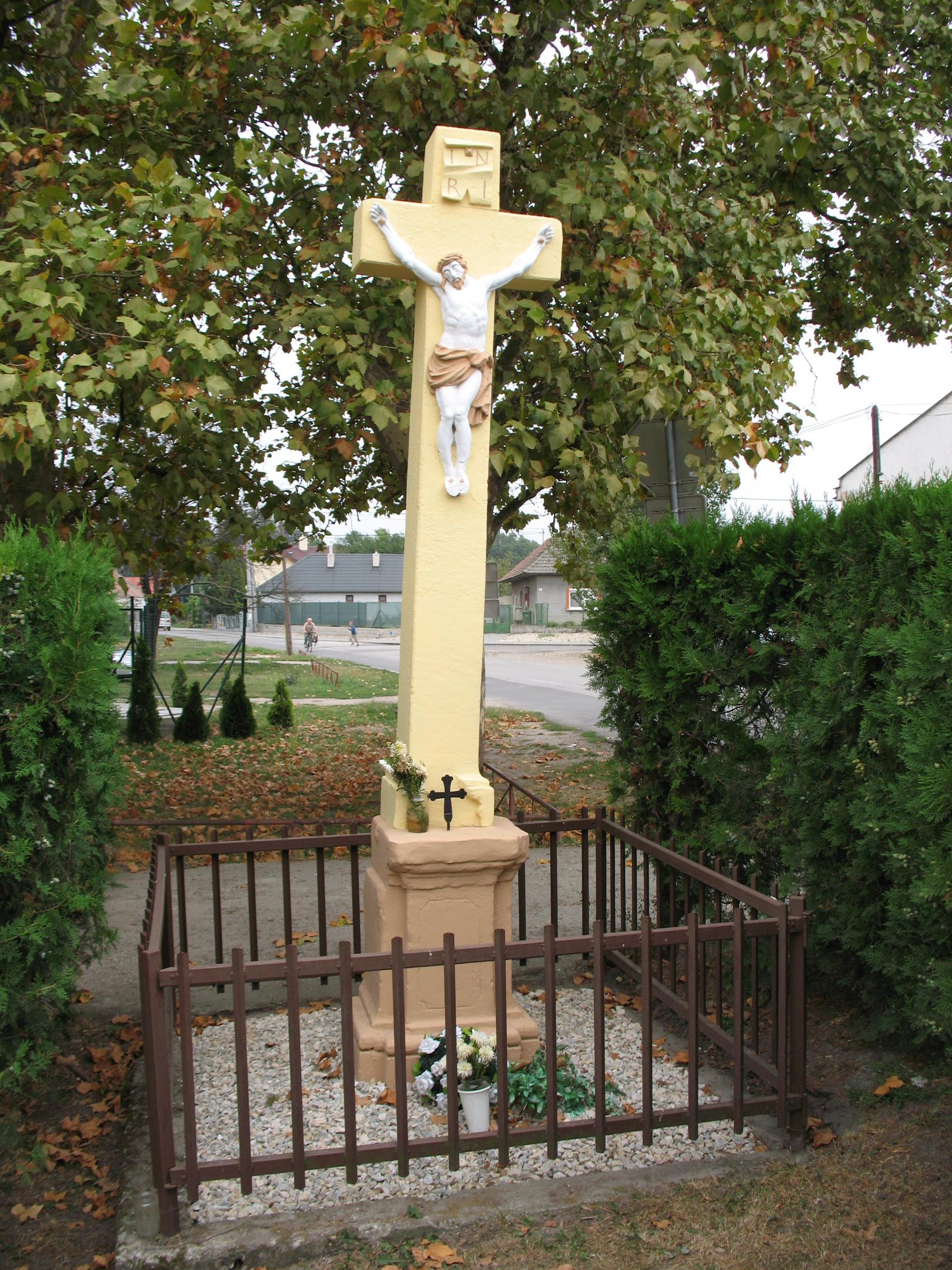
Kereszt
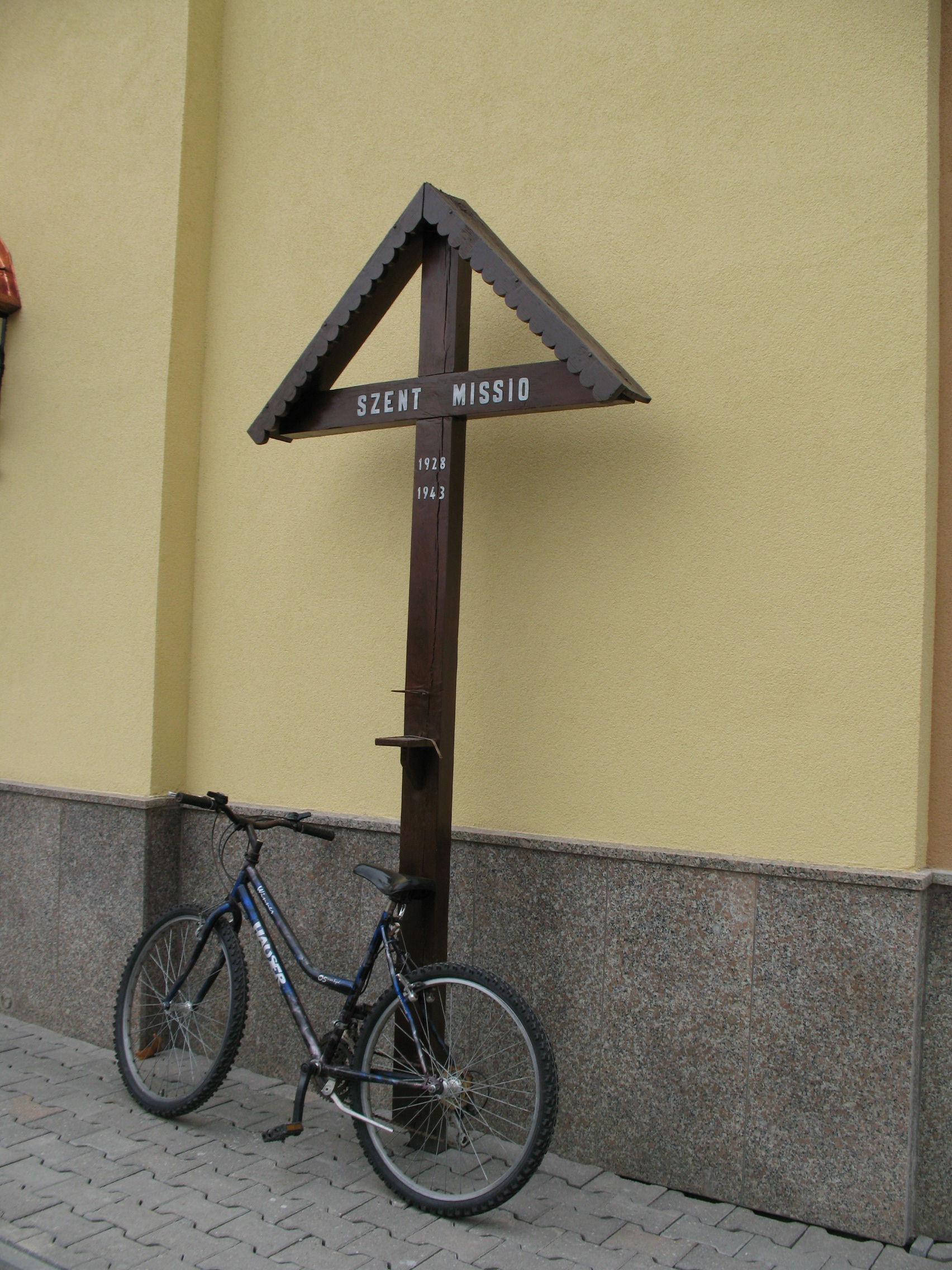
Kereszt

- Római katolikus temploma 1790-ben épült klasszicista stílusban, 1870-ben felújították.
- Mária-szobor 1875-ből.